# Prêmio Terzaghi (ASCE)
O Prêmio Terzaghi (em inglês:  Terzaghi Award) é um prêmio de geotécnica concedido pelo Geo Instituto da Sociedade Americana de Engenheiros Civis (American Society of Civil Engineers - ASCE). É denominado em memória de Karl von Terzaghi. É concedido por "contribuição de destaque em geotécnica nos Estados Unidos". Consta de uma plaqueta e um valor monetário de 1000 dólares.